# Antsakabary
Antsakabary is een plaats en commune in het noorden van Madagaskar, behorend tot het district Befandriana-Avaratra, dat gelegen is in de regio Sofia. Tijdens een volkstelling in 2001 telde de plaats 21.892 inwoners.
De plaats biedt naast lager onderwijs ook middelbaar onderwijs aan. 49 % van de bevolking werkt als landbouwer en 49 % houdt zich bezig met veeteelt. De belangrijkste landbouwproducten zijn rijst en vanille; ander belangrijk product is koffie. Verder is 2% actief in de dienstensector. 